# Zisterzienserkloster Willow Springs
Das Zisterzienserkloster Willow Springs ist seit 1958 ein US-amerikanisches Kloster der Zisterzienser in Willow Springs, Cook County (Illinois), Erzbistum Chicago.

## Geschichte
Pater Hubert Kostrzański (1913–2002), 1946 in die Vereinigten Staaten geflohener Mönch (und späterer Abt) des polnischen Klosters Szczyrzyc in der Woiwodschaft Kleinpolen, gründete 1958 als polnische Missionsstation das abhängige Priorat Maria Mutter der Kirche in Willow Springs (Illinois), westlich Chicago. 1976 folgte ihm Grzegorz Szydlowski (1938–2003), der 2001 mit dem Bau einer neuen Kirche und eines neuen Klosters begann (2004 abgeschlossen). Jetziger Prior ist (seit 2012) Michał Blicharski. Für die zahlreichen Bewohner Chicagos polnischer Herkunft ist das Kloster ein wichtiger Treffpunkt, wo u. a. die Erinnerung an Podhale gepflegt wird.